# Pèndol de Newton
|  | Per a altres significats, vegeu «Pèndol (desambiguació)». |

El pèndol en moviment

El  pèndol de Newton  o  bressol de Newton  és un dispositiu que demostra la conservació de l'energia i de la quantitat de moviment. Està constituït per un conjunt de pèndols idèntics (normalment 5) col·locats de tal manera que les boles es troben perfectament alineades horitzontalment i just en contacte amb les boles adjacents quan estan en repòs. Cada bola està suspesa d'un marc mitjançant dos fils d'igual longitud, inclinats el mateix angle en sentit contrari l'un de l'altre. Aquesta disposició dels fils de suspensió permet restringir el moviment de les boles en un mateix pla vertical.
El pèndol de Newton ha estat una popular joguina científica d'escriptori des de la seva invenció. L'actor anglès Simon Prebble li va posar el nom i en va llançar la producció el 1967. Al començament se'n venia una versió de fusta feta per Harrods de Londres i més tard es va dissenyar una versió cromada dissenyada per l'escultor i després director de cinema Richard Loncraine.
El pèndol de Newton més gran del món va ser dissenyat per Chris Boden, és propietat de The Geek Group i es troba a Kalamazoo, Michigan. Es troba en exhibició pública i és utilitzat per a demostracions tecnològiques i científiques. Consisteix en un conjunt de 20 esferes idèntiques amb un pes de 6,8 quilograms (15 lliures). Les esferes estan suspeses de cables de metall apuntalats al sostre. Els cables tenen una longitud de 6,1 metres (20 peus) i les esferes pengen a 1 metre (3 peus) del terra.